# PFK Berkut Armjansk
Professionalnyj futbolnyj klub Berkut Armjansk (rusky Профессиональный футбольный клуб «Бе́ркут» Армянск) byl ruský fotbalový klub sídlící ve městě Armjansk v Republice Krym. V sezóně 2015/16 se zúčastnil nejvyšší krymské soutěže Premjer ligy. Klub byl založen v roce 2015 po přesunutí amatérského klubu Argokapital Suvorovskoje do Armjansku. Ve své premiérové sezóně se klub přihlásil do Krymského fotbalového svazu a stal se zakládajícím členem nové Krymské ligy. Zanikl v roce 2016 po odehrání prvního ročníku nejvyšší soutěže.
Své domácí zápasy odehrával na stadionu Chimik s kapacitou 3 500 diváků.

## Umístění v jednotlivých sezonách
Legenda: Z - zápasy, V - výhry, R - remízy, P - porážky, VG - vstřelené góly, OG - obdržené góly, +/- - rozdíl skóre, B - body, červené podbarvení - sestup, zelené podbarvení - postup, světle fialové podbarvení - přesun do jiné soutěže
| Krym (2015 – 2016) |                  |        |    |   |   |    |    |    |     |    |        |
| Sezóny             | Liga             | Úroveň | Z  | V | R | P  | VG | OG | +/- | B  | Pozice |
| 2015/16            | Premjer liga KFS | 1      | 28 | 1 | 7 | 20 | 18 | 61 | -43 | 10 | 8.     |